# Бурыкина, Алиса Вадимовна
Али́са Вади́мовна Буры́кина (6 января 1994, Красногорск, Московская область) — российская дартсменка. Трёхкратная чемпионка России, победитель и призёр международных турниров по дартсу, мастер спорта России. Журналист холдинга «Матч ТВ» и телеканала «Конный мир».

## Биография
По её собственному утверждению, впервые взяла дротики в руки, когда ей было восемь месяцев.
Впервые стала чемпионкой России в 2015 году, победив в командном зачёте в составе сборной Москвы. Спустя два года повторила достижение. В 2021 году выиграла чемпионат России в личном зачёте, обыграв в финале Наталью Александрову.

## Семья
Родилась и выросла в семье дартсменов. Мать — Татьяна Бурыкина, чемпионка России по дартсу в парном зачёте (2005). Отец — Вадим Бурыкин, призёр чемпионатов России, мастер спорта России.

## Достижения

### Личные
- Чемпионка России (2021)
- Вице-чемпионка России (2013, 2016)
- Бронзовый призёр чемпионата России (2015)

### Парные
- Бронзовый призёр чемпионата России (2018)[7]

### Командные
- Чемпионка России (2015, 2017)
- Вице-чемпионка России (2021, 2022)[8][9]
- Бронзовый призёр чемпионата России (2023[10])

### Микст
- Бронзовый призёр чемпионата России (2023)